# みちきんぐ
みちきんぐ（10月20日 - ）は、日本の成人向け漫画家。男性。同人サークル「あんみつよもぎ亭」名義でも活動をしている。

## 経歴
2013年、「教えて♡ゆうくんっ！」を『COMIC快楽天』（ワニマガジン社）12月号に発表して漫画家デビュー。以降も『comicアンスリウム』（ジーオーティー）などに作品を発表している。
2015年にはアニメ『学戦都市アスタリスク』の公式サイト上で、解説マンガが掲載されている。

## 作品リスト
1. 『性活週間』 （2015年11月25日発売[3]、ジーオーティー〈キャノプリCOMICS〉、ISBN 978-4-86084-986-3）
  - 「禁欲部 〜女生徒たちに調教性教育実習〜」(全5話) - コミックグレープVol.4, Vol.6, Vol.8, Vol.10, Vol.12掲載。
  - 「姉体験週間 生意気妹達とおねショタえっち!?」(全5話) - コミックグレープVol.16, Vol.18, Vol.20, Vol.22掲載と描き下ろし。
2. 『主従えくすたしー』[4] （2016年8月31日発売[5]、ワニマガジン社〈ワニマガジンコミックススペシャル〉、ISBN 978-4-86269-446-1）
3. 『アザトメイキング 初回限定版』 （2020年10月15日発売[6]、ワニマガジン社〈ワニマガジンコミックススペシャル〉、ISBN 978-4-86269-721-9）
  - 主従えもーしょん （COMIC X-EROS #82〈音声付き小冊子「Binaurl Recording Collection」〉）
  - 主従どりーみんぐ （COMIC快楽天 2017年7月号）
  - 主従どりーみんぐ〜turn 紫音〜 （COMIC快楽天 2019年3月号）
  - 新米編集 月本さん （COMIC快楽天 2017年3月号）
  - 至極編集 佐藤さん （COMIC快楽天 2017年6月号）
  - 新妻編集 （旧姓）月本さん （COMIC快楽天 2018年3月号）
  - 性悪編集 安里さん （COMIC快楽天 2018年7月号）
  - メメント＊アモル （COMIC快楽天 2018年11月号）
  - 好色編集 安里さん （COMIC快楽天 2019年8月号）
  - ビッチスランプ 安里さん （COMIC快楽天 2020年1月号）
  - 死ぬほど魅力的な彼女 （COMIC快楽天 2016年11月号）
  - アザトメイキング （描き下ろし）
4. 『アザトメイキング＋』[7] （2021年1月29日発売[8]、ワニマガジン社〈ワニマガジンコミックススペシャル〉、ISBN 978-4-86269-761-5）
  - 主従えもーしょん （COMIC X-EROS #82〈音声付き小冊子「Binaurl Recording Collection」〉）
  - 主従どりーみんぐ （COMIC快楽天 2017年7月号）
  - 主従どりーみんぐ〜turn 紫音〜 （COMIC快楽天 2019年3月号）
  - 新米編集 月本さん （COMIC快楽天 2017年3月号）
  - 至極編集 佐藤さん （COMIC快楽天 2017年6月号）
  - 新妻編集 （旧姓）月本さん （COMIC快楽天 2018年3月号）
  - 性悪編集 安里さん （COMIC快楽天 2018年7月号）
  - メメント＊アモル （COMIC快楽天 2018年11月号）
  - 好色編集 安里さん （COMIC快楽天 2019年8月号）
  - ビッチスランプ 安里さん （COMIC快楽天 2020年1月号）
  - 死ぬほど魅力的な彼女 （COMIC快楽天 2016年11月号）
  - アザトメイキング （単行本『アザトメイキング』描き下ろし）
  - オリエメイキング （描き下ろし）
  - おねだり上手の風子さん （COMIC快楽天 2017年10月号）